# Movimento per la cultura libera
Il movimento per la cultura libera (in inglese, free-culture movement) è un movimento sociale che promuove la libertà di distribuire e modificare le opere frutto della creatività sotto forma di contenuti liberi.
Il movimento contesta le troppo restrittive leggi sul diritto d'autore, così come i concetti di copyright e proprietà intellettuale, sostenendo che queste norme ostacolino la creatività piuttosto che sostenerla. L'attuale sistema di norme e vincoli è chiamato cultura dell'autorizzazione, in contrapposizione al nome del movimento.
Collegati o facenti parte del movimento cultura libera sono i movimenti per il software libero (informatica) e l'accesso aperto (pubblicazioni accademiche). Ci sono anche molti punti di contatto con culture e movimenti più generalisti, come quelli per la libertà d'espressione e l'accesso alla conoscenza, così come con il mondo hacker.
Il nome cultura libera deriva dal titolo del saggio Cultura libera (2004) di Lawrence Lessig, considerato uno dei fondatori del movimento. Benché il nome coincida ancora con quello del libro, le idee espresse dal movimento si sono nel frattempo ampliate, affrontando temi non originariamente discussi da Lessig o proponendo soluzioni diverse, solitamente più radicali.

## Origine
Nel 1998 il Congresso degli Stati Uniti d'America passò il Sonny Bono Copyright Term Extension Act (in italiano legge Sonny Bono per l'estensione della durata del Copyright), poi promulgata dal presidente Clinton. La norma allungava la durata dal diritto d'autore di altri venti anni, arrivando a stabilire una durata di settanta anni dopo la morte del creatore dell'opera. La legge era stata pesantemente voluta e sponsorizzata da industrie come la Disney e soprannominata Mickey Mouse Protection Act (in italiano legge per la protezione di Topolino).
Già in quegli anni Lawrence Lessig sosteneva da tempo che il diritto d'autore era d'ostacolo alla produzione culturale e che erano gli interessi privati a determinare il contenuto delle leggi, non l'interesse pubblico. Nel 1998, mentre il Congresso dibatteva questa legge, Lessig viaggiò per tutti gli Stati Uniti tenendo un centinaio di discorsi pubblici nei campus universitari su questi temi. Questi dibattiti diedero vita al primo nocciolo del movimento cultura libera, il cui inizio si può far coincidere con la fondazione della prima sezione dello Students for Free Culture all'interno dello Swarthmore College.
Nel 1999 Lessig si contrappose alla legge Sonny Bono presentando un ricorso per non costituzionalità davanti alla corte suprema. La posizione di Lessig era che, allungamento dopo allungamento, il Congresso aveva di fatto generato un diritto d'autore senza limiti temporali, in contrasto con l'esplicita richiesta della costituzione statunitense di limitare la durata delle protezioni. Dopo aver dibattuto a lungo sulla definizione di limitato, la corte non ritenne il ricorso valido.
Mel 2001 Lessig inaugurò i Creative commons, contrapponendo lo slogan "alcuni diritti riservati" a quello classico del "tutti i diritti riservati". Lo slogan sottolinea la riduzione volontaria da parte degli autori dei propri diritti d'autore, considerato eccessivo.

## Definizione diopera libera
Uno dei nodi irrisolti del movimento cultura libera è la definizione precisa dei contorni delle libertà di cui deve godere un'opera culturale per essere ritenuta libera. Nel mondo dell'informatica esistono già definizioni di opera libera, ad esempio i quattro principi del software libero o le linee guida del software Debian, però limitate al contesto dei programmi per calcolatori.
Il progetto Creative Commons è stato criticato poiché solo alcune delle licenze proposte offrono una libertà pari a quella fornita da altre licenze libere. Sulla base di questa disparità, solo alcune licenze Creative Commons sono considerate realmente libere. Nel febbraio 2008 Creative Commons ha aggiunto ad alcune delle sue licenze uno stemma di licenza approvata per le opere libere. Le licenze che hanno ricevuto questo riconoscimento sono solo le licenze CC BY (attribuzione) e CC BY-SA (attribuzione e condividi allo stesso modo); le altre licenze non sono state riconosciute come libere a causa dell'imposizione di restrizioni eccessive come il divieto di uso commerciale.
Una delle definizioni esistenti di opera libera è la Definizione di opera culturale libera, creazione collettiva del progetto Freedomdefined.org su iniziativa di Erik Möller. Tale definizione stabilisce che un'opera può essere considerata libera se la sua licenza garantisce quattro libertà fondamentali:
- la libertà di usare l'opera da parte di tutti e in ogni contesto,
- la libertà di studiare l'opera e usare la conoscenza acquisita da essa,
- la libertà di fare e distribuirne copie, anche parziali,
- la libertà di fare cambiamenti, apportare migliorie e distribuire il risultato.